# Макграт, Крис
Кри́стофер Ро́ланд Макгра́т (англ. Christopher Roland McGrath; родился 29 ноября 1954, Белфаст) — североирландский футболист, вингер. Выступал за английские клубы «Тоттенхэм Хотспур», «Миллуолл» и «Манчестер Юнайтед», клуб Североамериканской футбольной лиги «Талса Рафнекс» и гонконгский клуб «Саут Чайна», а также за национальную сборную Северной Ирландии.

## Клубная карьера
Уроженец Белфаста, свой первый любительский контракт Крис Макграт подписал с лондонским клубом «Тоттенхэм Хотспур» в январе 1972 года. За основной состав «шпор» дебютировал 13 октября 1973 года в северолондонском дерби против «Арсенала» на «Уайт Харт Лейн», в котором «Тоттенхэм» одержал победу со счётом 2:0. В сезоне 1973/74 Макграт провёл 46 матчей и забил 10 мячей (включая 25 матчей и 5 мячей в лиге и 8 матчей и 5 мячей в Кубке УЕФА). «Тоттенхэм» в том сезоне вышел в финал Кубка УЕФА, в котором проиграл «Фейеноорду».
В сезоне 1974/75 Крис провёл за «шпор» только 9 матчей в чемпионате, и в 1975 году отправился в аренду в другой лондонский клуб «Миллуолл», за который провёл 15 матчей и забил 3 мяча.
В октябре 1976 года перешёл в «Манчестер Юнайтед» за 30 000 фунтов. Дебютировал за клуб 23 октября 1976 года в матче Первого дивизиона против «Норвич Сити», который завершился вничью со счётом 2:2. В основной состав команды Томми Дохерти попадал редко: из 34 матчей, которые он провёл за время нахождения в «Юнайтед», только в 15 он появлялся в стартовом составе, а 19 раз выходил на замену. В феврале 1981 года его контракт с «Манчестер Юнайтед» был расторгнут.
Покинув «Манчестер Юнайтед» и Англию, Крис Макграт стал игроком клуба Североамериканской футбольной лиги «Талса Рафнекс». За клуб из Оклахомы Макграт выступал в 1981 и 1982 году вместе со своим партнёром по сборной Северной Ирландии и экс-игроком «Манчестер Юнайтед» Дэвидом Маккрири.
С 1982 по 1985 год выступал за гонконгский клуб «Саут Чайна».

## Карьера в сборной
Ещё будучи подростком, играл за школьную сборную Северной Ирландии. В 1974 году был вызван в национальную сборную Северной Ирландии, дебютировав за неё 11 мая 1974 года в игре против Шотландии. Дебют Макграта за сборную стал, по более поздним отзывам наблюдателей, его лучшим матчем в зелёной североирландской футболке: он просто «терроризировал оборону шотландцев». Североирландцы одержали в той игре победу благодаря голу Томми Кэссиди со счётом 1:0.
Конкуренция за место крайнего полузащитника в составе сборной Северной Ирландии в те годы была высокой: на примерно ту же позицию, что и Макграт, претендовали Брайан Хэмилтон, Сэмми Макилрой, Дэвид Маккрири и Тревор Андерсон, поэтому Крис не всегда попадал в заявку сборной. 13 октября 1976 года он сыграл в Роттердаме против сборной Нидерландов в первом матче Дэнни Бланчфлауэра в качестве главного тренера сборной. В том же матче впервые после трёхлетнего отсутствия за сборную сыграл Джордж Бест. Крис Макграт открыл счёт в той игре, которая завершилась вничью 2:2, а Бест своей игрой «затмил Йохана Кройфа». После этого матча Макграт забивал ещё в трёх матчах сборной под руководством Бланчфлауэра, отдавая должное его «красивому стилю» тренерского руководства.

## Достижения
Тоттенхэм Хотспур
- Финалист Кубка УЕФА: 1974

## Стиль игры
Сильной стороной игры Макграта был хороший дриблинг и умение обыгрывать защитников. Слабой стороной были плохие кроссы и не всегда удачный «последний пас».